# USS Hopper (DDG-70)
USS Hopper (DDG-70) — двадцятий ескадрений міноносець КРО в першій серії Flight I типу «Арлі Берк».  Збудований на корабельні Bath Iron Works, приписаний до морської станції Перл Харбор, штат Гаваї, входить у склад 31-й ескадри есмінців Тихоокеанського флоту США. Введений в експлуатацію 6 вересня 1997 року.
Есмінець отримав назву на честь піонера інформатики, контр-адмірала Грейс Хоппер.

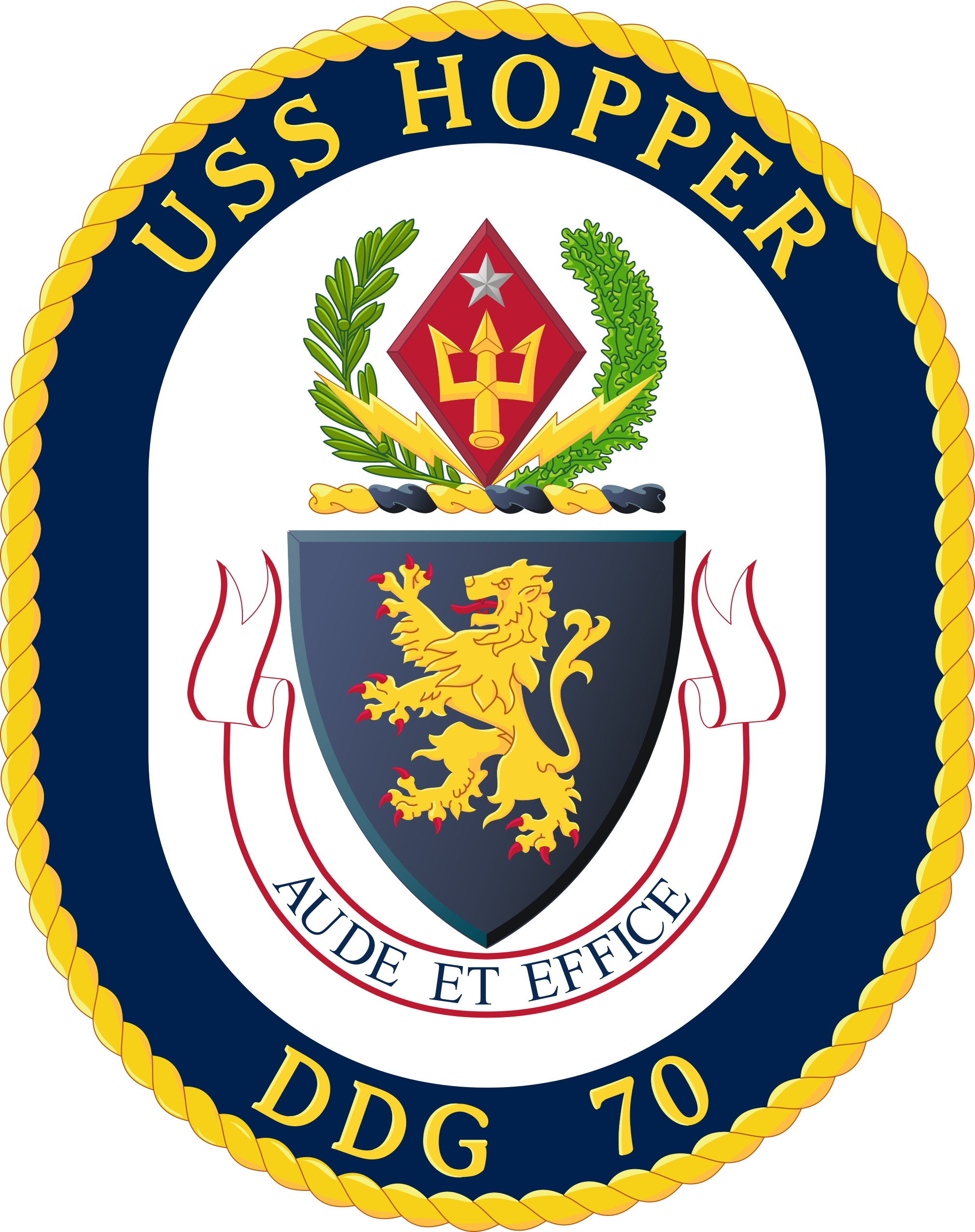
Емблема корабля

## Будівництво
Контракт на будівництво есмінця «Hopper» був підписаний 8 квітня 1992 з суднобудівної компанією Bath Iron Works, корабельня якої розташована на річці Кеннебек в Баті, штат Мен. Церемонія закладання кіля відбулася 23 лютого 1995 року. Церемонія хрещення і спуску на воду відбулася 6 січня 1996 року. Хрещеною матір'ю стала Mary Murray Westcote (Мері Мюррей Весткоте), сестра контр-адмірала Грейс Хоппер, в честь якої був названий корабель. Введено в експлуатацію 06 вересня 1997 в Сан-Франциско, штат Каліфорнія. Приписаний до морської станції Перл-Харбор, штат Гаваї. Входить до складу 31-ї ескадри есмінців Тихоокеанського флоту США.

## Назва
Есмінець отримав назву на честь, контр-адмірала Грейс Хоппер — американської вченої в галузі комп'ютерних наук.  Вона була одна з перших програмістів комп’ютера Марк I. Широко популяризувала ідею машинонезалежних мов програмування, що призвело до розробки мови програмування високого рівня COBOL, яка використовується і сьогодні. «Hopper»став другим військовим кораблем в складі ВМС США, який названий на честь жінки, яка перебуває у військово-морському флоті США.

## Бойова служба
Влітку 1998 року взяв участь у міжнародному навчанні «RIMPAC 98». Після чого із серпня 1998 по лютий 1999 року було розгорнуто в західній частині Тихого океану.
25 серпня 2016 року залишив порт приписки для запланованого розгортання в зоні відповідальності 5-го і 7-го флоту США. 30 вересня флот Шрі-Ланки надав підтримку при екстреній медичній евакуації матроса з борта есмінця. В цей час есмінець знаходився в трьох милях від узбережжя Шрі-Ланки. 19 січня 2017 прибув із запланованим коротким візитом в Коломбо, Шрі-Ланка. 5 лютого прибув з візитом в Гонконг. 21 лютого
28 вересня 2017 року залишив порт приписки Перл-Харбор для незалежного розгортання. 19 жовтня з короткостроковим візитом прибув до Сінгапуру для поповнення запасів. 20 жовтня пройшов через Малаккську протоку на північ. У листопаді пройшов Ормузьку протоку. 28 листопада в Перській затоці взяв участь в навчанні PHOTOEX. 4 січня прибув в зону відповідальності 7-го флоту США. Увечері 17 січня в рамках операції свободи судноплавства знаходився в межах 12 морських миль від острова Скарборо-Шол в Південнокитайському морі.

## Цікаві факти
Корабель взяв участь у зйомках фільму « Годзилла-2019: Король монстрів»  як один із есмінців ВМС США, який стояв на якорі біля бази Монарха в замку Браво у другій половині фільму.